# Aimen Horch
Aimen Imed Edin Horch (Oran (Algerije), 10 februari 1996) is een Belgisch politicus voor Groen.

## Biografie
Aimen Horch werd geboren in Algerije en verhuisde op zesjarige leeftijd met zijn gezin naar België.
In 2020 studeerde hij af als master in milieu- en preventiemanagement aan de Katholieke Universiteit Leuven. Hij ging vervolgens aan de slag als preventieadviseur: van 2020 tot 2022 voor de stad Brussel als adviseur voor risicobeheer in een multidisciplinaire en multiculturele context, en van 2022 tot 2024 voor de Vlaamse overheid als adviseur voor arbeidsveiligheid.
In oktober 2018 werd Horch op 22-jarige leeftijd voor Groen verkozen in de gemeenteraad van Vilvoorde. Vanaf januari 2019 was hij er fractievoorzitter voor zijn partij. Bij de gemeenteraadsverkiezingen van oktober 2024 raakte hij niet herkozen. Sinds maart 2025 is Horch co-voorzitter van de Groen-afdeling van de stad Vilvoorde.
Bij de Vlaamse verkiezingen van 9 juni 2024 werd hij als Groen-lijsttrekker in de kieskring Vlaams-Brabant verkozen in het Vlaams Parlement. Horch werd er vast lid van de commissie Binnenlands Bestuur en Inburgering.